# Ленточник голубоватый
Ленточник голубоватый (лат. Limenitis reducta) — дневная бабочка из семейства нимфалид (Nymphalidae).

## Этимология латинского названия
Reducta (с латинского) — сокращенный, исчезнувший. Название отражает особенности окраски нижней стороны задних крыльев, где находится только один ряд чёрных точек, в отличие от близкородственных видов, имеющих двойной ряд пятен.

## Описание

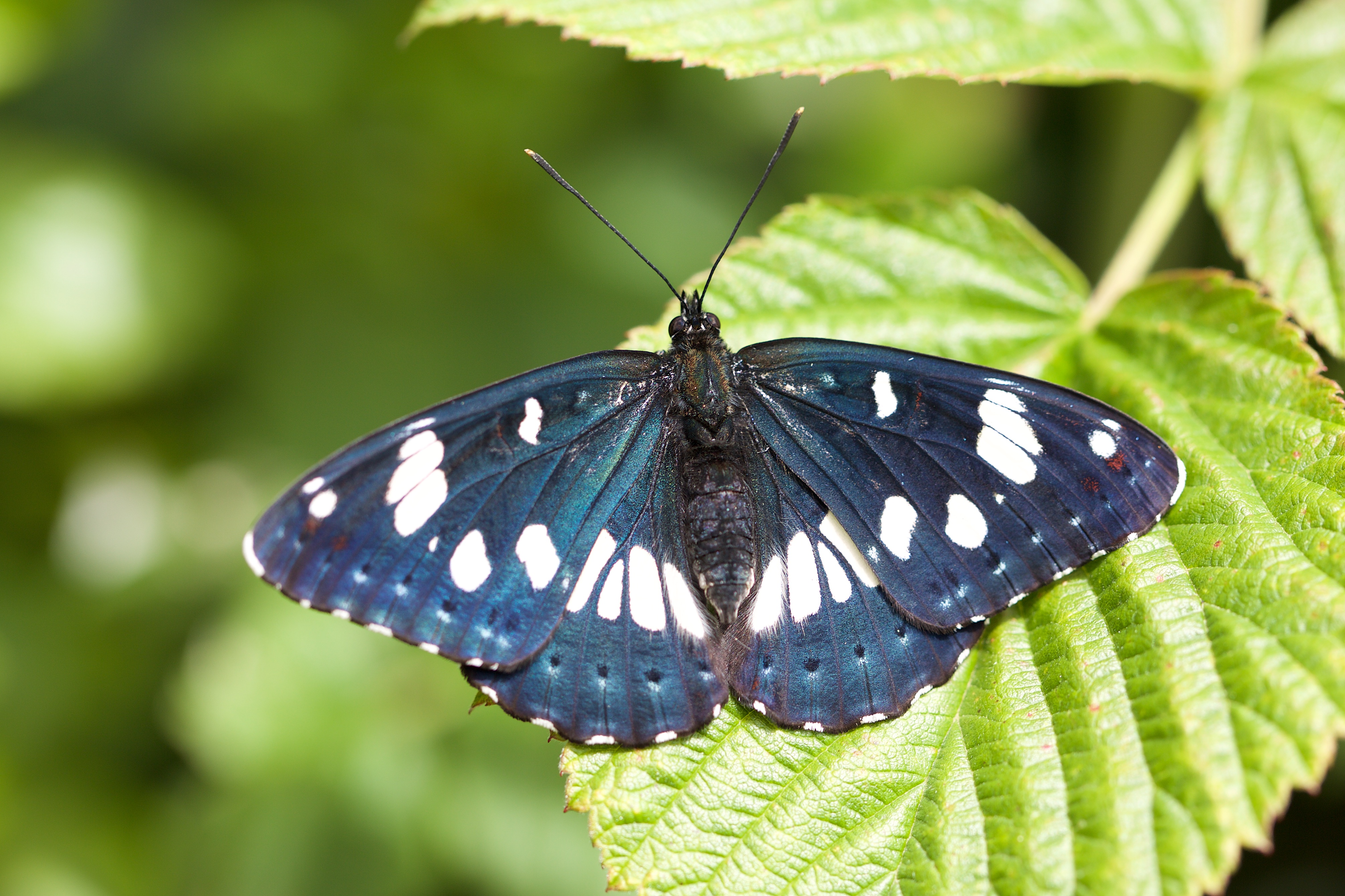

Длина переднего крыла имаго — 21—31 мм. Верхняя сторона крыльев черно-бурая, у самца с голубом отливом, у самки бурая без отлива. Куколка серовато-бурая с металлическими пестринами. Гусеница с двумя рядами красных шипов.

## Ареал
Распространен Ленточник голубоватый в Южной Европе, Южной Франции и в единственных известных точках в Бретании и Нормандии на северо-западе страны, Южной Германии, Австрии, Словакии, Венгрии, Румынии, на Балканском
полуострове, в Малой Азии, на Кавказе, в Закавказье, Крыму, Иране и Афганистане , Израиль
Не найдена на Балеарских островах, Крите, в Польше, в центре и на юге Пиренейского полуострова. В Чехии (северная граница исторического ареала) считается вымершим — после 1942 года не отмечался.

## Местообитания
Поляны, редины, дороги в смешанных и лиственных лесах. Долины рек и ручьев, заросли кустарников, опушки и поляны среди разреженных лиственных лесов. В горы поднимается до высоты 2000 метров над уровнем моря, где встречается по опушкам и косогорам.

## Биология
Развивается в одном поколении за год. Время лёта середины июня по начало августа, сентябрь. Бабочки часто питаются на крупных соцветиях зонтичных растений, сидят на ветках кустарников, стволах деревьев. Нередко низко планируют над склонами холмов, затем резко взмывают и присаживаются на соцветия растений.

### Кормовые растения гусениц
Жимолость — (лат. Lonicera sp.), в особенности жимолость обыкновенная (лат. Lonicera xylosteum), жимолость каприфоль (лат. Lonicera caprifolium), жимолость вьющаяся (лат. Lonicera periclymenum), жимолость этрусская (лат. Lonicera etrusca), жимолость средиземноморская (лат. Lonicera implexa), жимолость альпийская (лат. Lonicera alpigena) и жимолость монетолистная (лат. Lonicera nummulariifolia).

## Подобные виды в Европе
- Ленточник малый — Limenitis camilla (Linnaeus, 1764)
- Пеструшка Сапфо — Neptis sappho (Pallas, 1771)
- Пеструшка таволговая — Neptis rivularis (Scopoli, 1763)

## Замечания по охране
Включен в Красную книгу Германии в 1992 году.

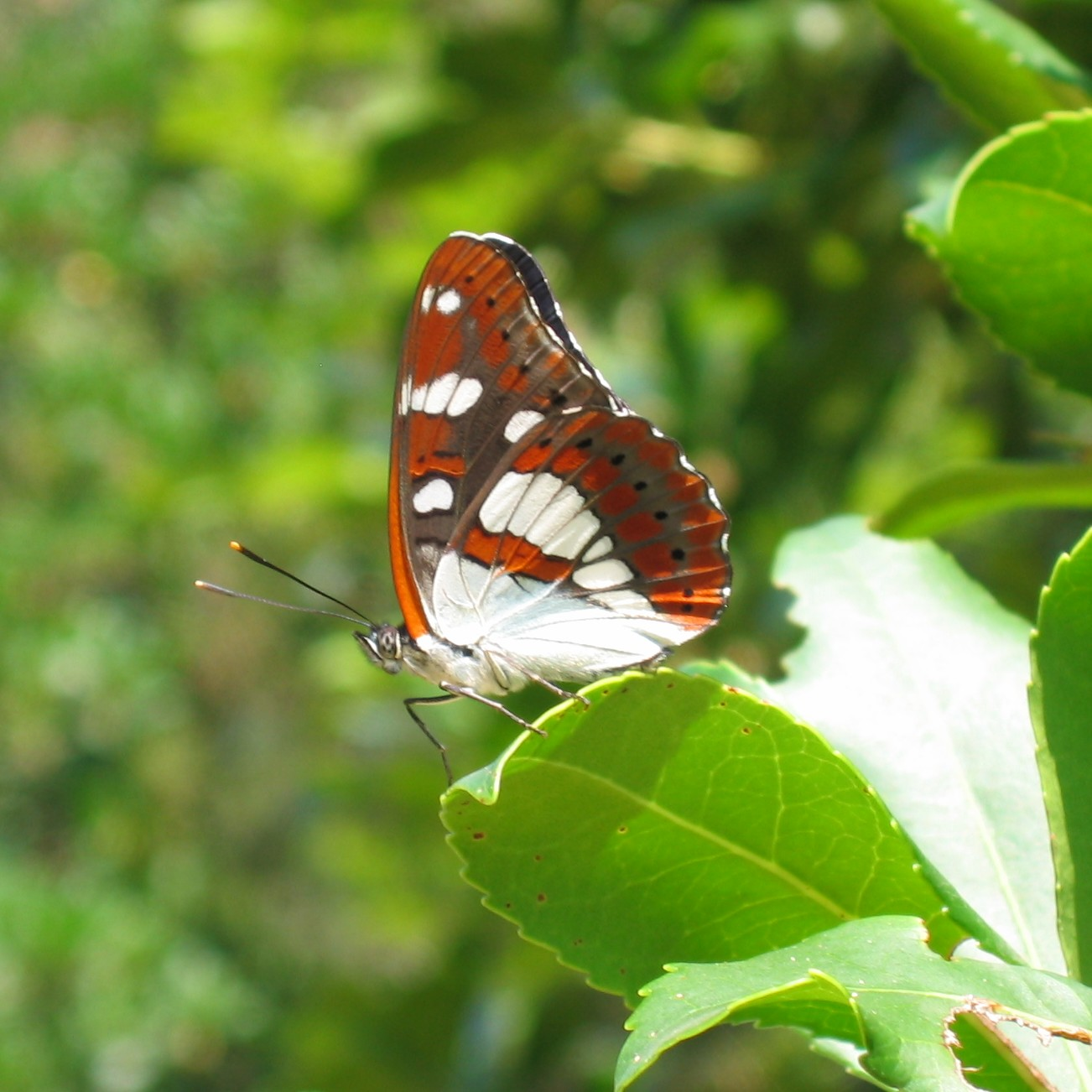
Ленточник голубоватый. Нижняя сторона крыльев
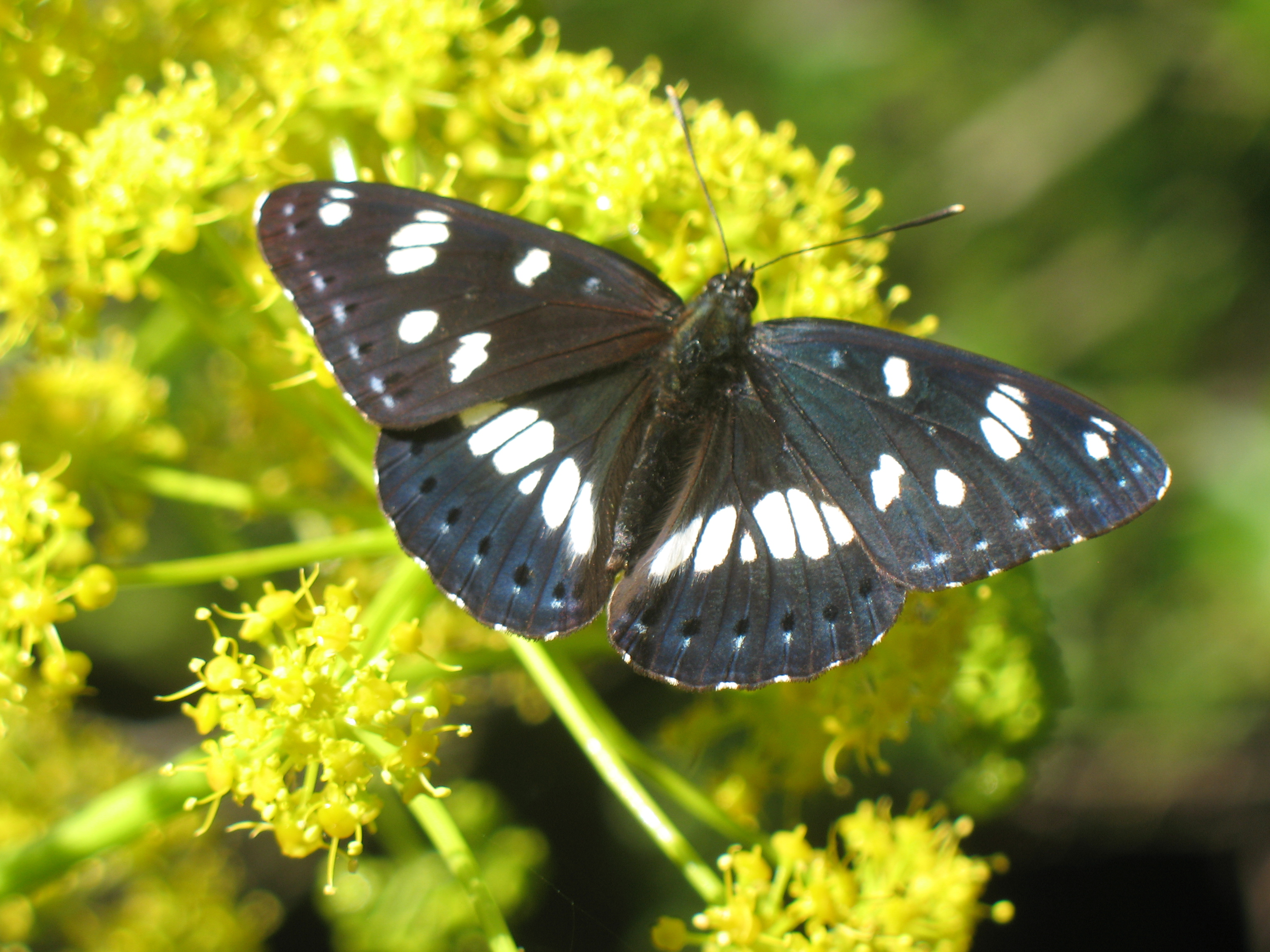
Ленточник голубоватый